# رابرت کرشنر
رابرت کرشنر (انگلیسی: Robert Kirshner؛ زادهٔ ۱۵ اوت ۱۹۴۹) یک دانشمند در زمینه فیزیک نجومی اهل ایالات متحده آمریکا است.
وی همچنین برندهٔ جوایزی همچون کمک‌هزینه گوگنهایم، جایزه ولف در فیزیک، و جایزه دنی هینمن در اخترفیزیک شده است.